# Frans Andersson
Frans Gustaf Andersson, född 20 juli 1827 i Stockholm, död 1 maj 1869 i Stockholm, var en svensk orgelbyggare.
Frans Andersson lärde sig orgelbyggeri av fadern Gustaf Andersson. Han studerade senare orgelbyggeri i Köln hos firman Sonrek. Han tog orgelbyggarexamen och privilegierades 1853. Mellan åren 1850 och 1859 drev han bolag tillsammans med fadern. Efter 1859 byggde han orglar på egen hand. Frans Andersson kom ofta att anlitas för ombyggnader och reparationer men byggde även ett tiotal orglar själv.

## Orglar
| År        | Ursprunglig kyrka             | Stift      | Bild | Manualer | Pedal        | Stämmor | Bevarad orgel/fasad | Övrigt |
| --------- | ----------------------------- | ---------- | ---- | -------- | ------------ | ------- | ------------------- | --- |
| 1855      | Stockholm Serafimerlasarettet |            |      |          |              | 5       | Nej/Nej             | Orgeln flyttades 1895 till Siene kyrka. 1941 utökades orgeln med en stämma och fick ny fasad av Olof Hammarberg, Göteborg. En ny orgel byggdes 1981 av Tostareds Kyrkorgelfabrik, Tostared.                                           |
| 1856      | Bjursås kyrka                 | Västerås   |      | 1        | Självständig | 9       | Nej/Nej             | Satte upp en orgel tillsammans med Gustaf Andersson. Orgeln bestod till stora delar av en orgel som byggdes 1724 av Johan Niclas Cahman, Stockholm till Kristine kyrka, Falun. En ny orgel byggdes 1925 av Olof Hammarberg, Göteborg. |
| 1857      | Tillberga kyrka               | Västerås   |      |          |              | 7       | Nej/Nej             | En ny orgel byggdes 1922 av Furtwängler & Hammer, Hannover, Tyskland. |
| 1860      | Väddö kyrka                   | Uppsala    |      | 1        | Självständig | 12      | Ja/Ja               | Efter en kyrkbrand såldes orgeln i något skadat skick 1875 till Fårö kyrka. Orgeln renoverades 1970 av Dag Edholm, Trångsund och Robert Gustavsson, Flen.                                                                             |
| 1860      | Okänd kyrka i Stockholm       |            |      | 1        | Bihängd      | 5       | Ja/Ja               | Orgeln sattes upp 1871 av Åkerman & Lund, Stockholm i Mästerby kyrka. Orgeln renoverades 1984 av J Künkels Orgelverkstad AB, Lund. |
| 1859/1860 | Sandarne kyrka                | Uppsala    |      | 1        | Bihängd      | 6 1/2   | Nej/Ja              | En ny orgel byggdes 1953 av Olof Hammarberg, Göteborg. |
| 1860      | Silvbergs kyrka               | Västerås   |      | 1        | Självständig | 7       | Ja/Ja               | Orgeln renoverades 1970 av Gunnar Carlsson (orgelbyggare), Borlänge. |
| 1861      | Anderstorps kyrka             | Växjö      |      |          |              | 12      | Nej/Ja              | En ny orgel byggdes 1926 av Nordfors & Co, Lidköping. |
| 1861      | Nittorps kyrka                | Göteborgs  |      |          |              | 8       | Nej/Nej             | En ny orgel byggdes 1891 av E G Eriksson, Göteborg. |
| 1862      | Kronoby kyrka                 | Finland    |      | 1        |              | 12      | Nej/Nej             | |
| 1862      | Pargas kyrka                  | Finland    |      | 2        |              | 15      | Nej/Nej             | I samarbete med P.L. Åkerman. |
| 1862      | Vörå kyrka                    | Finland    |      | 2        |              | 20      | Nej/Nej             | |
| 1864      | Möklinta kyrka                | Västerås   |      | 2        | Självständig | 13      | Nej/Nej             | En ny orgel byggdes 1936 av A Magnussons Orgelbyggeri AB, Göteborg. |
| 1864      | Föglö kyrka                   | Finland    |      | 1        |              | 11      | Nej/Nej             | |
| 1864/1865 | Tingsås kyrka                 | Växjö      |      |          |              | 16      | Nej/Ja              | En ny orgel byggdes 1929 av A Mårtenssons Orgelfabrik AB, Lund. |
| 1865      | Göteryds kyrka                | Växjö      |      |          |              | 19      | Nej/Ja              | En ny orgel byggdes 1957 av A Mårtenssons Orgelfabrik AB, Lund. |
| 1865      | Hammarland kyrka              | Finland    |      | 1        |              | 12      | Nej/Ja              | |
| 1866      | Lemland kyrka                 | Finland    |      | 1        |              | 10      | Nej/ja              | Nu i Sottunga kyrka. |
| 1867      | Västerås-Barkarö kyrka        | Västerås   |      |          |              | 6       | Nej/Nej             | En ny orgel byggdes 1945 av Olof Hammarberg, Göteborg. |
| 1867      | Världsutställningen, Paris    |            |      | 1        | Bihängd      | 8       | Ja/Ja               | Står nu i Sanda kyrka. Orgeln renoverades 1982 av Finn Kohns Orgelbyggeri, Fredensborg, Danmark. |
| 1869      | Gamleby kyrka                 | Linköpings |      |          |              | 8       | Ja/Nej              | En ny orgel byggdes 1944 av A Mårtenssons Orgelfabrik AB, Lund. |

### Ombyggnationer
| År                | Ursprunglig kyrka | Stift | Bild | Manualer | Pedal | Stämmor | Bevarad orgel/fasad | Övrigt |
| ----------------- | ----------------- | ----- | ---- | -------- | ----- | ------- | ------------------- | --- |
| Västra Ryds kyrka | Uppsala           |       |      |          |       |         |                     | 1832 byggdes en orgel av Pehr Zacharias Strand, Stockholm. 1866 bytte Andersson ut Qvinta 3' mot en Gamba 8'. 1944 byttes Gamba 8' ut mot en Kvinta 3'. och orgeln pneumatiserades helt. Detta arbete utfördes av J A Johansson, Duvbo. |